# Louis-Barthélémy Denis de Rivoyre
Pour les articles homonymes, voir Rivoyre.
Barthélemy Louis Denis de Rivoyre, né à Villefranche-sur-Saône le 14 février 1837 et mort à Prats-du-Périgord le 29 juillet 1907, est un explorateur français et promoteur de la colonisation française à Obock et dans la mer Rouge.

## Biographie
Bartélémy-Louis Denis de Rivoyre est né dans une famille d'ancienne bourgeoisie originaire de Bourgogne, dans la région du Beaujolais, où elle est connue depuis le XVIIIe siècle. Elle est issue de François DENIS (né en 1745), bourgeois de Saint-Igny-de-Roche, dans l'actuel département de Saône-et-Loire.
Il est autorisé, le 17 avril 1878, à ajouter son nom patronymique celui de sa mère, Louise de Rivoyre (1808-1882). Son père, Camille Denis (1783-1855), était colonel de dragons, chevalier de la Légion d'honneur, maire de Villefranche-sur-Saône.

## Carrière
Officier de cavalerie, il devient attaché militaire à Constantinople (1865). Il visite alors plusieurs parties de l'Empire Ottoman et en particulier la Syrie pour y développer le commerce français. Il voyage dans le même but sur les rives de l'Érythrée puis à Halay et dans l'Hamasien, explorant la baie d'Adulis dans le sud de Massaouah et étudiant le territoire d'Obock, acheté par la France à des sultans danakils en 1862, sans être occupé ensuite. Il devient un actif promoteur de la colonisation d'Obock, dont il montre, dans une conférence à la Société de géographie de Paris le 7 février 1868, les avantages politiques et commerciaux, en vain.
Entre 1870 et 1880, il est sous-préfet en Algérie, Langres, Castres et Toulon. En 1880, il voyage à Mascate.
Après la création d'un premier établissement à Obock en 1881 par Pierre Arnoux, Denis de Rivoire monte en 1882 la Société française des steamers de l'ouest, avec Poingdextre et Mesnier. Elle ne s'engage à Obock, en installant un premier dépôt de charbon, qu'après avoir obtenu des garanties du gouvernement à l'occasion de la création d'une colonie officielle avec l'arrivée de Léonce Lagarde en 1884.
À son retour, il se marie le 20 juin 1883 avec Alice de Saulles. Après ce mariage il a acheté le château de Prats-du-Périgord. Il est devenu maire de la commune.
Il reçoit en 1885 la première médaille d'or de la Société des études maritimes et coloniales.

## Famille
Il s'est marié le 20 juin 1883 à Pau avec Alice de Saulles (1856-1928).  De cette union sont nés :
- François Denis de Rivoyre (1884-1946), officier de cavalerie, chevalier de la Légion d'Honneur, est connu pour avoir participé aux Jeux Olympiques de 1928, dans l'équipe française d'équitation avec son cheval Nistos. Il est le père de Christine de Rivoyre, Journaliste, écrivain, scénariste,
- Gilbert Denis de Rivoyre,
- Claude Denis de Rivoyre (1886-1964), contre-amiral, commandeur de la Légion d'honneur,
- Camille Denis de Rivoyre (1888-1985), mariée en 1911 à Gaétan Frémin du Sartel (1883-1962),
- Paul Denis de Rivoyre (vers 1890- ), marié en 1919 avec Paulette Termes-Dubroca.

## Publications
- Mer Rouge et Abyssine, Paris, Plon, 1880, 308 p. voir en ligne sur Gallica
- Obock, Mascate, Bouchire, Bassorah, Paris, Plon, 1883, 292 p.
- Les vrais Arabes et leur pays : Bagdad et les villes ignorées de l'Euphrate, 1884
- Aux pays du Soudan - Bogos, Mensah, Souakim, Paris, Plon, 1885, 308 p., voir en ligne sur Gallica
- Les Français à Obock, 1887, 240 p., voir en ligne sur Gallica